# Ishizuchi-san
Der Ishizuchi-san (anhörenⓘ; jap. 石鎚山) ist ein 1982 m T.P. hoher Berg auf der japanischen Insel Shikoku.
Der mehrgipfelige Ishizuchi-san, dessen Name übersetzt „Steinhammerberg“ bedeutet, bildet die höchste Erhebung Shikokus und Westjapans. Er gilt in der Tradition des Shugendō als heiliger Berg und ist eines der beliebtesten Touristenziele im Ishizuchi-Quasi-Nationalpark. Aufgenommen in das bekannte Buch 100 berühmte japanische Berge, war er außerdem namensgebend für den Asteroiden (4095) Ishizuchisan.

## Lage und Umgebung
Die Ishizuchi-Gruppe liegt im Zentrum des Shikoku-Gebirges im Nordwesten der gleichnamigen Insel etwa 18 Kilometer südlich der Küstenstadt Saijō in der Präfektur Ehime. Das Verwaltungszentrum der Präfektur, Matsuyama, liegt rund 33 Kilometer entfernt. Der Ishizuchi-san besteht aus mehreren Gipfeln, von denen die nah beieinander liegenden Tengu-dake und Minamisenpou (南尖峰) die größte Höhe erreichen. Von Bedeutung sind außerdem der Misen-san (弥山) mit dem Gipfelschrein des Ishizuchi-Glaubens und der südwestlich gelegene Ninomori (ニノ森) als trigonometrischer Vermessungspunkt. Über den Gipfelgrat verläuft die Gemeindegrenze zwischen Saijō und Kumakōgen. Der Quasi-Nationalpark ist sowohl von Norden als auch von Süden auf Straßen erreichbar.

## Geologie
Wie ein Großteil des japanischen Archipels wurden auch die Berge auf Shikoku aufgrund ihrer Lage am pazifischen Feuerring durch vulkanische Aktivität geprägt. Die Ishizuchi-Gruppe liegt im südlichen Teil des Setouchi-Vulkangürtels. Prävulkanische Gesteine sind Sambagawa-Kristallinschiefer und eozäne bis untermiozäne Sedimente der Kuma-Gruppe, bestehend aus Sand- und Schluffstein sowie Konglomeraten. Die Schiefer bilden regional eine Grünschiefer-Fazies mit Hornfelsvorkommen.
Die letzten Eruptionen im Bereich des Ishizuchi-san liegen mehrere Millionen Jahre zurück. Auffälliges Landschaftsmerkmal ist eine kesselförmige Eintiefung direkt südlich des Berges mit einem Durchmesser von sieben bis acht Kilometern und einer Reliefenergie von rund 1400 Metern. Dieser Ishizuchi-Kessel entstand durch wiederholtes Einsacken des Geländes, dicke Tufffüllungen und ringförmige Intrusionen silikatisch-kalkalkalischer Zusammensetzung. Er besteht aus einer stufenförmig geneigten Einsturz-Caldera, zentralen Plutonen und Ringgängen entlang der nach innen einfallenden Ringbrüche. Hochviskoses Magma drang in Folge pyroklastischer Eruptionen entlang der ringförmigen Verwerfungen durch konkav nach oben gerichtete Brüche, die sich im absinkenden Block gebildet hatten, und sorgte für eine Aufwölbung des Kesselbodens. Von erosiven Prozessen freigelegt, bietet die vulkanische Schichtfolge aus Andesit, Dazit und pyroklastischen Sedimenten Einblick in einige grundlegende Aspekte von Caldera-Einbrüchen auf Inselbögen. Der Komplex konnte mittels Kalium-Argon-Datierung auf das mittlere Miozän datiert werden.

## Flora und Fauna
Das Gebiet um den Ishizuchi-san ist bis in die höchsten Lagen von dichten Mischwäldern bedeckt. Die Baumflora reicht von der thermophilen Eichen-Sektion Cyclobalanopsis über die Kerb-Buche bis zu kältebeständigen Arten wie Ermans Birke und Veitchs Tanne auf mehr als 1700 Meter Seehöhe. Diese Bergwälder bieten Vogelarten wie dem Berghaubenadler oder dem Wanderfalken, aber auch Kleinsäugern wie dem Japanischen Bilch ein Habitat.
Aufgrund ihrer Funktion als Lebensraum für über 100 Vogel- und Säugetier- sowie etwa 3000 Insektenarten ist die Ishizuchi-Gruppe Teil mehrerer naturräumlicher Schutzgebiete, allen voran eines Quasi-Nationalparks. Außerdem besteht ein von der Forstbehörde verordnetes Schutzgebiet des Waldökosystems mit einer Fläche von 4200 Hektar, in dem das Sammeln von Pilzen, Pflanzen und Tieren untersagt ist. Der Berg Ishizuchi war namensgebend für die 1971 erstmals beschriebene Fliegenart Phaonia ishizuchiensis.

## Glaube und Tourismus

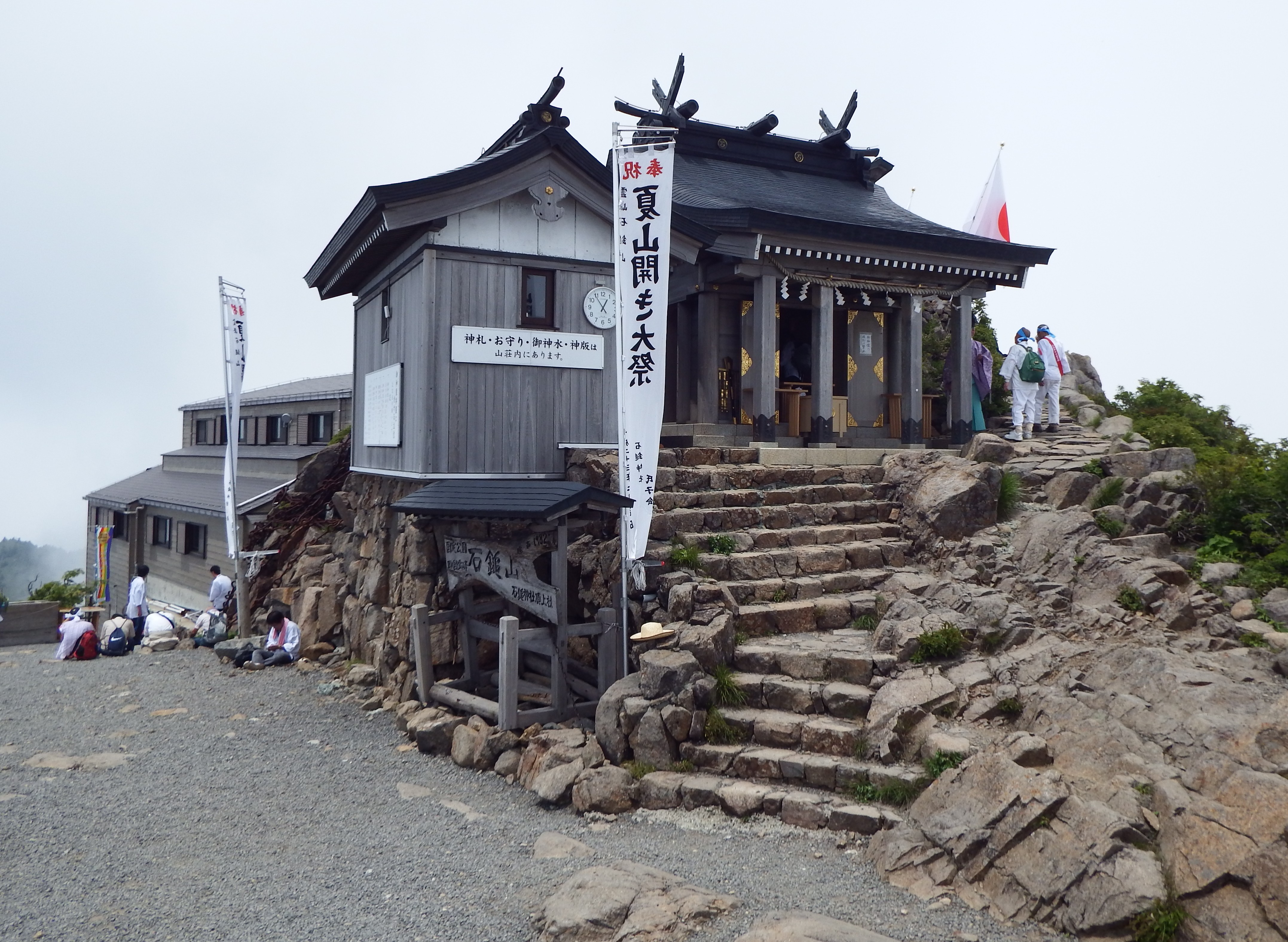
Ishizuchi-Gipfelschrein und Schutzhütte (links) auf dem Misen-san

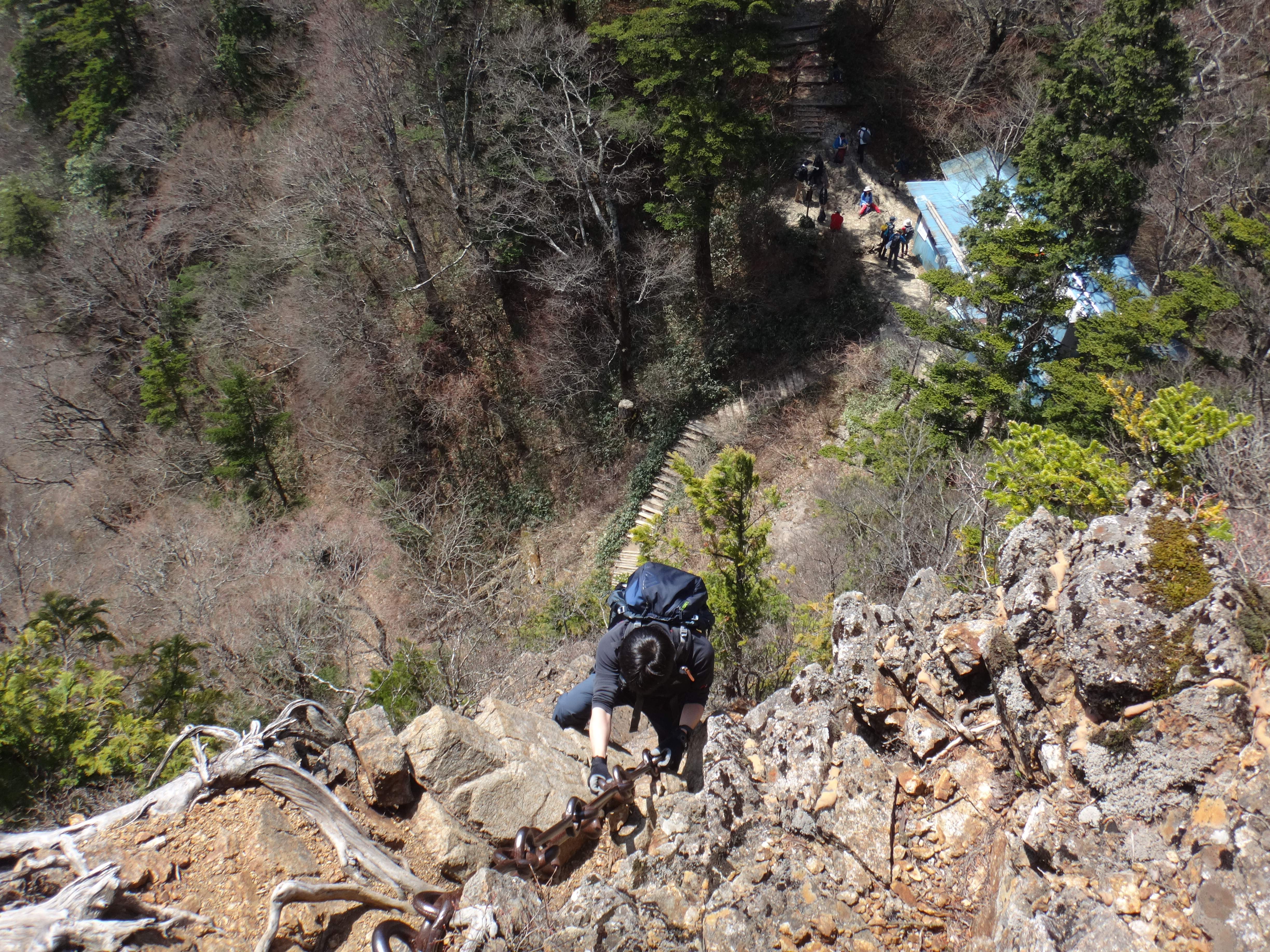
Aufstieg an einer der Ketten

Bereits seit der Nara-Zeit ist der Ishizuchi-san, dessen Name übersetzt „Steinhammerberg“ bedeutet, Objekt der Bergverehrung. So soll er etwa dem buddhistischen Mönch und Gelehrten Kūkai als Dōjō gedient haben. Auf dem Gipfel des Misen-san (弥山, 1974 m T.P.) steht der höchste von vier Schreinen des Ishizuchi-Glaubens (Ishizuchi-jinja, 石鎚神社), einer der wichtigsten Wallfahrtsorte der Insel abseits des küstennahen Shikoku-Pilgerweges. Anfang Juli findet jährlich das zehntägige „Eröffnungsfest“ des Berges statt. Dabei tragen weißgewandete Gläubige Statuen auf den Berg und vollziehen verschiedene religiöse Rituale. Ein traditionelles Teilnahmeverbot für Frauen wurde in den vergangenen Jahrzehnten schrittweise gelockert und betrifft heute nur noch den 1. Juli.
Aufgrund seiner Bedeutung als Pilgerstätte und einer der „sieben heiligen Berge Japans“ zieht der Ishizuchi-san vor allem während der Sommermonate Juli und August zahlreiche Touristen an. Die Pendelbahn, die ein kleines Skigebiet auf dem nördlichen Ausläufer des Berges erschließt, wird ganzjährig betrieben und dient vielen Bergsteigern als Aufstiegshilfe.
- Die beliebteste Aufstiegsroute führt von der Seilbahn-Bergstation (ca. 1280 m T.P.) zum Gipfel und ist deckungsgleich mit dem Pilgerweg des Eröffnungsfestes. Auf dem „Weg der Erfüllung“ (石鎚神社, Jōju kōsu, oder 表参道, Omotesandō), angelehnt an den Ahnherren des Shugendō, En no Gyōja, müssen drei Stahlketten (Kusari) zwischen 33 und 68 Meter Länge überwunden werden. Über das genaue Alter der Ketten ist nichts bekannt, Aufzeichnungen legen aber nahe, dass sie bereits 1779 vorhanden waren. Alle drei Kletterstellen können auf einfachen Wanderwegen umgangen werden, die Gehzeit für Hin- und Rückweg beträgt etwa sechs Stunden.[6][9]
- Eine zweite Route beginnt auf einem Parkplatz südöstlich des Berges (1500 m T.P.), der aus dem Omogawa-Tal erreichbar ist. Die einfachere „Lehmhütten-Route“ (土小屋コース, Tsuchigoya kōsu) führt über den Südostgrat auf den Ishizuchi-san und nimmt etwa vier Stunden Gehzeit in Anspruch.[9]

Neben dem Gipfelschrein auf dem Misen-san steht eine Schutzhütte mit Übernachtungsmöglichkeit, die von Anfang Mai bis Anfang November bewirtschaftet ist. Die Nordwand des Tengu-dake ist bei Kletterern beliebt.